# Andréia Sadi
Andréia Koudsi Sadi (São Paulo, 8 de maio de 1987) é uma jornalista brasileira. Trabalha na GloboNews desde setembro de 2015, cobrindo os bastidores da política em Brasília. Desde 2022, passou a comandar o programa Estúdio i.

## Carreira
Sadi é jornalista formada pela PUC-SP. Em 2009, atuou para o Portal R7, do Grupo Record. Neste trabalho, envolveu-se em uma polêmica com o ex-deputado federal Sandro Mabel, que processou o grupo e a jornalista, por uma matéria publicada em outubro daquele ano, que incorretamente o citava como envolvido no escândalo do Mensalão.
Em 2010, transferiu-se para Brasília, cobrindo os bastidores da política pelo Portal IG, e depois pelo Portal G1 e Folha de S.Paulo. Em setembro de 2015, foi contratada pelo Grupo Globo para atuar em seu canal de notícias GloboNews, atuando em diversos jornais do canal.

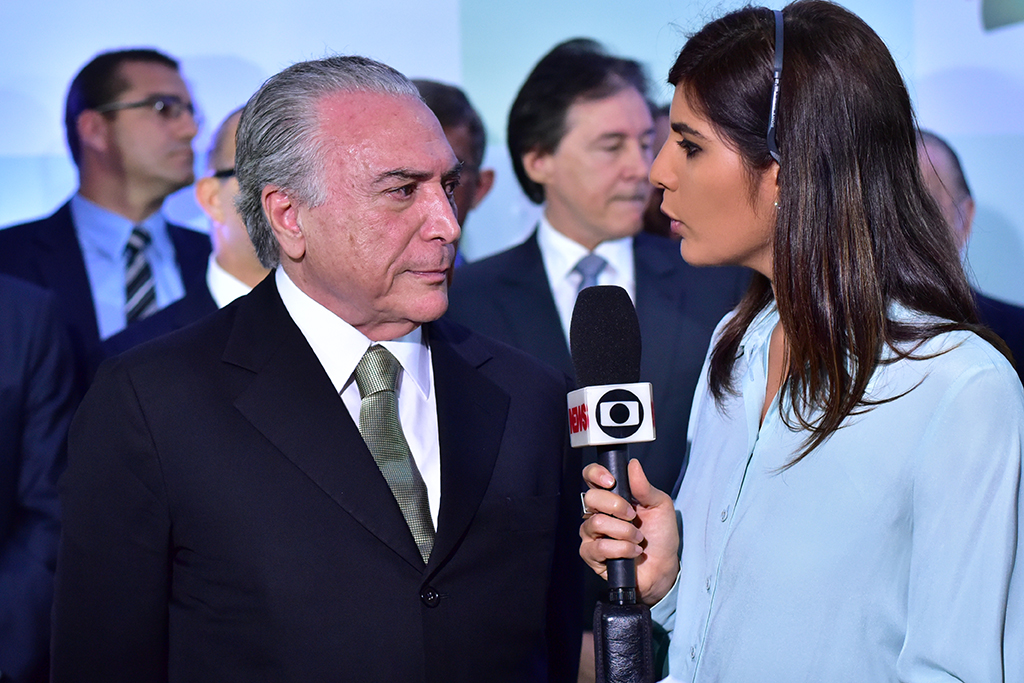
Andréia Sadi entrevistando o então vice-presidente Michel Temer

No final de junho de 2016 foi entrevistada no extinto Programa do Jô da TV Globo e sua performance a levou a ser convidada a participar em 20 de julho, de um quadro especial do programa, que reunia jornalistas mulheres em um debate, chamado Meninas do Jô.
Em 1 de fevereiro de 2017, estreou seu Blog da Andréia Sadi no G1, escrevendo sobre os bastidores da política em Brasília. Em fevereiro de 2019, passou a apresentar Em Foco com Andréia Sadi na GloboNews, um programa de entrevistas com personalidades em evidência no cenário político brasileiro. Em abril começou a participar eventualmente do time de comentaristas políticos do GloboNews Em Pauta. Andréia Sadi é também repórter dos noticiosos Jornal das Dez, Jornal Hoje e Jornal Nacional, da TV Globo.[carece de fontes?]
Em 6 de junho de 2022, estreou como âncora do programa Estúdio i da GloboNews, substituindo Maria Beltrão.
Em 24 de junho de 2023, passou a fazer parte do time de apresentadores eventuais do Jornal Hoje.

## Vida pessoal
Andréia Sadi tem ascendência árabe, sendo a filha do meio de três irmãos. Seu avô materno era iraquiano e a família de sua avó paterna é do Vale do Beca, no Líbano. Tem também ascendência paterna síria. Quando estava prestes a nascer, sua mãe teve uma ruptura da bolsa amniótica enquanto tomava banho. O casal foi imediatamente para o hospital, mas não conseguiram chegar a tempo, e o parto aconteceu dentro do carro, realizado pela própria mãe. Seus pais se separaram quando Andréia tinha doze anos, e sua mãe criou os três filhos adolescentes.
De 2013 a 2018, Andréia foi casada com o também jornalista de política Paulo Celso Pereira, diretor de jornalismo da revista Época e da sucursal brasiliense do jornal O Globo.
Em março de 2020, casou-se com o jornalista esportivo e apresentador de televisão André Rizek. Em 7 de abril de 2021 nasceram João e Pedro, gêmeos do casal. Curiosamente, nesta data se comemora o Dia do Jornalista, profissão de Sadi e Rizek.

## Prêmios
Em dezembro de 2016, Sadi foi premiada pela Federação do Comércio de Bens, Serviços e Turismo do Distrito Federal (Fecomércio-DF) como Jornalista do Ano, pela décima terceira edição do Prêmio Engenho de Comunicação.
Em julho de 2017, foi vencedora na categoria "Repórter de Telejornal" em 2016, na décima segunda edição do Troféu Mulher Imprensa.
Em novembro de 2022, Andréia Sadi foi TOP3 no Prêmio iBest na categoria Influenciadora Brasília.